# Jean Louis Grégoire
Jean Louis Grégoire, né dans l'ancien 6e arrondissement de Paris le 17 décembre 1840 et mort dans le 17e arrondissement de la même ville le 4 janvier 1890, est un sculpteur français.

## Biographie
Jean Louis Grégoire naît le 17 décembre 1840 dans l'ancien 6e arrondissement de Paris.
Fils d'un ciseleur, il est élève à l'école des Beaux-Arts de Paris, le 25 juillet 1878 dans le 20e arrondissement, il épouse Catherine Claire Marie Thomas. Il meurt à Paris dans le 17e arrondissement, le 4 janvier 1890. Il est enterré au cimetière du Père-Lachaise, sa tombe porte le nom de Louis Jean Grégoire, Louis étant peut-être son prénom usuel puisqu'il signait « L. Grégoire ».

## Œuvre
Jean Louis Grégoire a eu Jules Salmson pour maître. Il est l'auteur de nombreuses œuvres à caractère académique. Il expose au Salon de 1867 à 1890. On lui connait plusieurs œuvres à sujets classiques, mais aussi en lien avec la guerre franco-allemande de 1870 et ses conséquences. Certaines furent éditées par la fonderie Susse.
Une partie importante de sa production a été éditée par la Société des bronzes de Paris : cette fonderie, active de 1875 à 1930, était située à Paris 41, boulevard du Temple et 14, rue Béranger.
Il est membre de la Société des artistes français.

### Œuvres dans les collections publiques
- Arbois, musée Sarret de Grozon :
  - En avant ! ;
  - La Charge.
- Chantilly, musée Condé : L'Alsace pleurant sa patrie perdue, terre cuite.
- Elbeuf, musée d'Elbeuf : L'Alsace pleurant sa patrie perdue, plâtre d'édition.
- Pont-Audemer, musée Alfred-Canel : Mozart jouant du violon.

## Pour approfondir